# Tadeusz Bartodziejski
Tadeusz Bartodziejski (ur. 19 września 1894 w Warszawie, zm. 21 czerwca 1940 w Palmirach) – polski kolarz szosowy, medalista mistrzostw Polski.
Był zawodnikiem Warszawskiego Towarzystwa Cyklistów. W 1925 i 1926 wywalczył wicemistrzostwo Polski w wyścigu szosowym ze startu wspólnego. Zginął w masowej egzekucji w Palmirach.